# Oare (Kent)
Oare è un villaggio e parrocchia civile dell'Inghilterra, appartenente alla contea del Kent.